# 人民党 (美国)
人民党（People's Party，又称），美国左翼农业主义政党，出现于1890年代，是当时美国南方和西部地区的重要力量，支持有助于农民的政策。在1892年总统选举中，人民党领导人詹姆斯·B·韦弗赢得了超过100万的选票和西部四州的胜利，成为美国内战后第一个获得选举人票的第三党。但在1896年总统选举提名威廉·詹宁斯·布莱恩后，该党已衰落，其残余组织一直延续到20世纪初。